# Max August Zorn

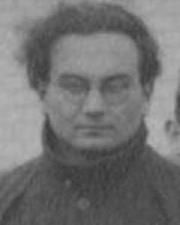
Max August Zorn, Jena 1930

Max August Zorn (* 6. Juni 1906 in Krefeld; † 9. März 1993 in Bloomington, Indiana, USA) war ein US-amerikanischer Professor der Mathematik deutscher Abstammung.
Zorn legte im September 1923 das Abitur am Hamburger Wilhelm-Gymnasium ab. Danach studierte er an der Universität Hamburg, wo er bei Emil Artin im April 1930 mit seiner Dissertation zur „Theorie der alternativen Ringe“ promovierte. Seine Dissertation wurde mit einem Universitätspreis bedacht. Seine erste Stelle nahm er an der Universität Halle als wissenschaftliche Hilfskraft an. 1933 entschloss er sich, Deutschland wegen der nationalsozialistischen Politik zu verlassen, denn er hatte u. a. 1929 in Hamburg für eine sozialistische Liste zu den ASTA-Wahlen kandidiert.
Zorn emigrierte in die USA und erhielt bereits 1934 eine Anstellung an der Yale-Universität, wo er bis 1936 tätig war. Danach ging er an die Universität von Kalifornien (UCLA), Los Angeles, wo er bis 1946 blieb. In dieser Zeit war einer seiner Studenten Israel Nathan Herstein, später selbst ein Mathematiker von Rang. Anschließend wurde er Professor an der Indiana University, wo er 1971 emeritiert wurde.
Max Zorn heiratete Alice Schlottau, mit der er einen Sohn und eine Tochter, Jens und Liz, hatte.
Zorn arbeitete auf verschiedenen Feldern der Mathematik. Seine Veröffentlichungen gingen u. a. über Fragestellungen der Algebra, Mengenlehre, Gruppentheorie sowie der reellen und der komplexen Analysis.
Zorns bedeutendster Beitrag zur modernen Mathematik ist das sogenannte Lemma von Zorn, ein dem Auswahlaxiom der Zermelo-Fraenkel-Mengenlehre gleichwertiger Satz. Mit seiner Hilfe kann z. B. gezeigt werden, dass jeder Vektorraum eine Basis besitzt.
Durch das Zornsche Lemma wurden Beweise vereinfacht, die früher nur mit dem Wohlordnungssatz geführt werden konnten.